# Solieriaceae
Solieriaceae, porodica crvenih alga, dio reda Gigartinales. Postoji 17 rodova s 90 priznatih vrsta

## Rodovi i broj vrsta
1. Agardhiella F.Schmitz 5
2. Betaphycus Doty 2
3. Eucheuma J.Agardh 29
4. Eucheumatopsis Núñez-Resendiz, Dreckmann & Sentíes 1
5. Euryomma F.Schmitz 1
6. Flahaultia Bornet 3
7. Gardneriella Kylin 1
8. Kappaphycus Doty 6
9. Melanema Min-Thein & Womersley 1
10. Meristotheca J.Agardh 13
11. Sarcodiotheca Kylin 10
12. Sarconema Zanardini 3
13. Solieria J.Agardh 10
14. Tacanoosca J.N.Norris, P.W.Gabrielson & D.P.Cheney 1
15. Tepoztequiella Núñez-Resendiz, Dreckmann & Sentíes 1
16. Tikvahiella Kraft & Gabrielson 1
17. Wurdemannia Harvey 1